# Église réformée en Amérique
Pour les articles homonymes, voir Église catholique (homonymie).
La Reformed Church in America (RCA, en français Église réformée en Amérique) est une église protestante du Canada et des États-Unis qui plonge ses racines dans l'histoire des premiers colons néerlandais arrivés au XVIIe siècle, de confession protestante traditionnelle réformée. C'est la plus ancienne dénomination chrétienne non anglicane encore active aux États-Unis et au Canada. Elle est membre de l'Alliance réformée mondiale. 
Depuis sa fondation en 1628 jusqu'à 1819, c'était la branche américaine de l'Église réformée néerlandaise. En 1819 elle est renommée Reformed Protestant Dutch Church (Église protestante réformée néerlandaise). Le nom actuel est choisi en 1867. 

## Histoire

### Fondation néerlandaise
Les premiers colons de la colonie hollandaise de Nouvelle-Néerlande se réunissent tout d'abord dans des cultes informels. C'est en 1628 que Janus Michaelius organise à La Nouvelle-Amsterdam, devenue depuis New York, la première congrégation, qu'il nomme l'Église protestante réformée néerlandaise. Une première église, la collégiale Marble est bâtie sur l'île de Manhattan. Durant cette période la RCA est la religion d'État, et est placée sous la direction du consistoire d'Amterdam.
Même après le rachat de la colonie par les Britanniques en 1664, tous les pasteurs de l'Église obtiennent leur doctorat en théologie aux Pays-Bas, et le consistoire ne prendra son indépendance qu'en 1764, après la guerre de Sept Ans. (L'immigration hollandaise du milieu du XIXe siècle permettra de maintenir la célébration dans cette langue.)
En 1766 est fondé le Queen College (aujourd'hui Université Rutgers). John herry Livingston devient en 1784 son professeur de théologie puis quatrième président, jetant les bases de la faculté de théologie de New Brunswick (New Jersey). 

### Apport allemands
Au début du XVIIIe siècle plus de trois mille réfugiés du Palatinat du Rhin, envahi par les troupes françaises durant la guerre de la Ligue d'Augsbourg et la guerre de Succession d'Espagne, arrivent à New York. Un grand nombre travaillent d'abord dans les camps britanniques établis le long du fleuve Hudson pour rembourser leur voyage, financé par le gouvernement d'Anne, dernière reine de Grande-Bretagne et d'Irlande de la dynastie des Stuart. Ils s'installent ensuite dans vallée de Schoharie et de la rivière Mohawk.
Ils fondent de nombreuses églises luthériennes de langue allemande, comme au Fort Herkimer et à German Flatts. Plus d'un millier émigrent en Pennsylvanie durant le XVIIIe siècle. Au début du XXe siècle, la plupart de leurs paroisses ont rejoint la RCA.

### Indépendance américaine
Durant la Révolution américaine (1765-1783), l'église se déchire entre deux factions sur la question de l'indépendance du consistoire : un groupe, connu comme les "Conferentie" veut maintenir le lien historique avec l'Église protestante du Vieux Continent, tandis que le consistoire et ses partisans, connu comme les "Coetus" déclare son indépendance en 1754.
Un esprit de réconciliation permet la reconstitution de l'Église après la guerre. Les divisions se reformeront au début du XIXe siècle lorsque le consistoire décide d'envoyer des membres sur des missions à l'étranger.
En 1792 le consistoire adopte une nouvelle constitution. En 1794 la nouvelle dénomination tient son premier synode national, même si le nom ne change dans les faits qu'en 1867 comme "Reformed Church in America". Durant le XIXe siècle dans les États de New York et du New Jersey les descendants des colons néerlandais luttent pour préserver leurs traditions au sein d'une identité britannique très similaire. Certains développent un goût pour les mouvements du Réveil.

### XIXesiècle

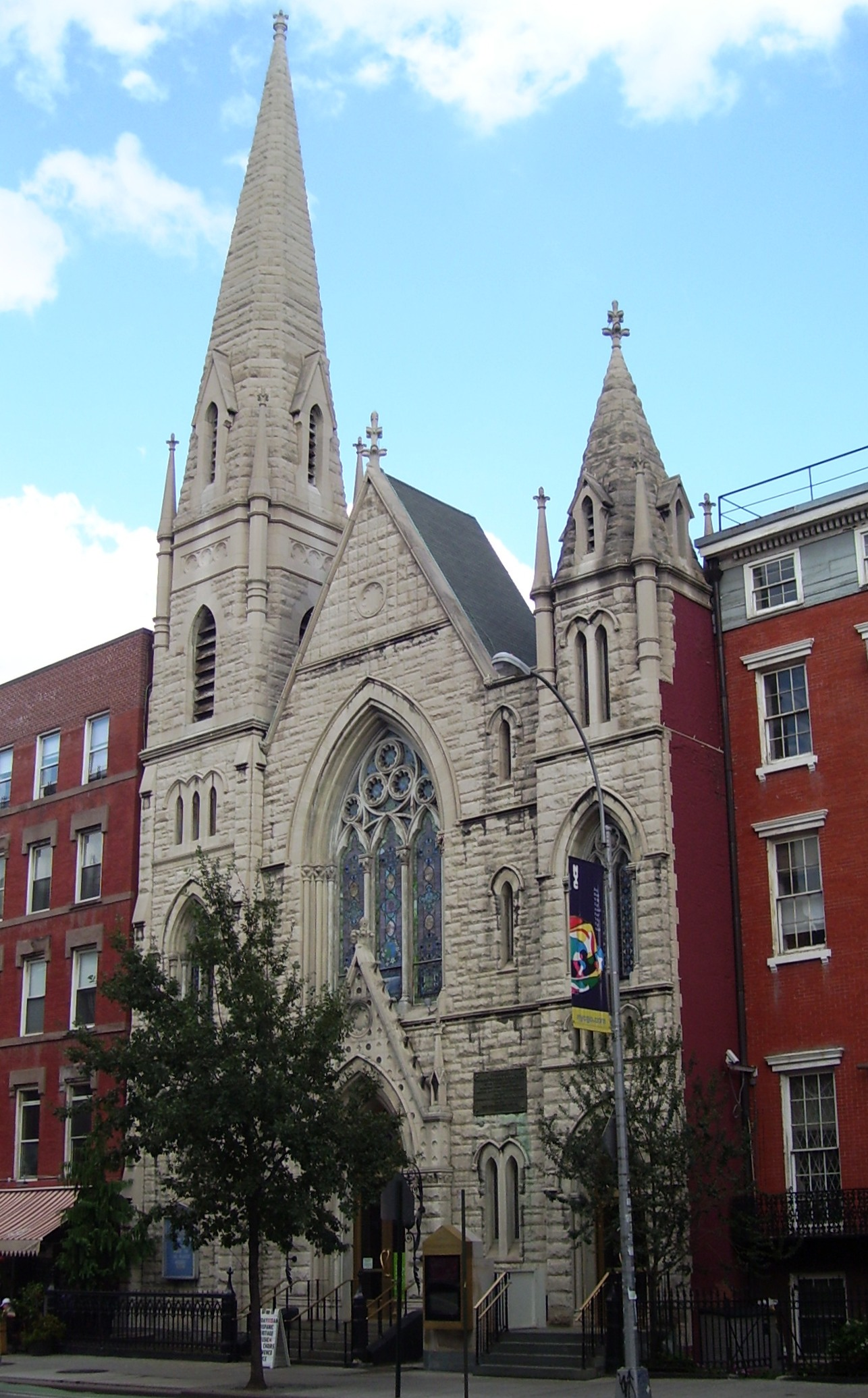
La Middle Collegiate Church, à New York, un lieu de culte de l'Église réformée en Amérique, construite en 1891.

Certains membres de l'Église réformée en Amérique sont devenus de grands propriétaires terriens et possèdent des esclaves - la plus célèbre étant l'abolitionniste noire Sojourner Truth, née en 1797 dans l'ancienne colonie hollandaise du comté d'Ulster. L'Église ne se prononce pas pour l'abolition.
Dans les paroisses rurales, les pasteurs font leur prédication en hollandais jusqu'au milieu du siècle. Le passage à l'anglais s'accompagne de l'abandon des vieux costumes traditionnels. Bien que certains pasteurs soutiennent les Réveils, en général l'Église est conservatrice et rejette le Premier et Second grand réveil. Un groupe de membres plus conservateurs emmenés par Gijbert Haan fait sécession en 1857 et fonde l'Église chrétienne réformée en Amérique du Nord. Plusieurs paroisses leurs emboîtent le pas en 1882.
La conquête du Grand Ouest s'accompagne d'une expansion de la RCA. En 1837 le pasteur Abram D. Wilson et sa femme Julia Evertson Wilson du New jersey établissent la première église à l'ouest des Appalaches, à Fairview, Illinois. Hope College et le Western Theological Seminary sont fondés à Holland (Michigan), Central College à Pella (Iowa), et Northwestern College à Orange City (Iowa).

### Après-Guerre
Après 1945 la RCA s'étend au Canada, où se sont établis plusieurs immigrés néerlandais. Elle ouvre près de 120 églises dans les années 1950 dans des communautés d'origine autre que néerlandaises, profitant de l'engouement pour les églises historiques. La RCA est un membre fondateur de l'Alliance Presbytérienne, du Conseil œcuménique des Églises en 1948 et du National Council of Churches en 1950.

### Déclin numérique récent
Comme la plupart des Églises protestantes traditionnelles, la RCA a connu un déclin de ses membres durant les trois dernières décennies. En 2018, le total de ses membres était de 200 000, contre 300 000 en 2000 et 360 000 en 1980, soit près d'un tiers de ses fidèles ont quitté le giron de l'Église.
Les évolutions sociétales ont favorisé l'adoption de nouvelles confessions de foi. La confession de Belhar, à l'origine écrite par les Afrikaans d'Afrique du Sud en 1982 a été adoptée. L'Église a retiré de ses textes fondateurs les clause de conscience à l'encontre de l'ordination des femmes et des homosexuels. En réaction, un certain nombre de congrégations ont quitté la RCA pour la l'Église presbytérienne en Amérique (PCA) - à ne pas confondre avec Église presbytérienne - plus conservatrice sur ces sujets.

## Membres notables
- Edward Wilmot Blyden,
- Vern Den Herder,
- Everett Dirksen,
- B.D. Dykstra,
- Geronimo
- Jack Hanna,
- Peter Hoekstra,
- Evel Knievel,
- Kyle Korver,
- Francis D. "Hap" Moran,
- A. J. Muste,
- Jim Nantz,
- Norman Vincent Peale,
- Theodore Roosevelt,
- Marge Roukema,
- Albert Janse Ryckman,
- John Scudder, Sr.,
- Philip Schuyler,
- Robert H. Schuller,
- Martin Van Buren,
- Fez Whatley,
- The Reverend Clark V. Poling
- Edward Becenti,
- Bobby Schuller,
- Famille Trump
- Kin Yamei (1864-1934), médecin, administratrice d'hôpital, éducatrice et experte en nutrition.